# Universität Cergy-Pontoise

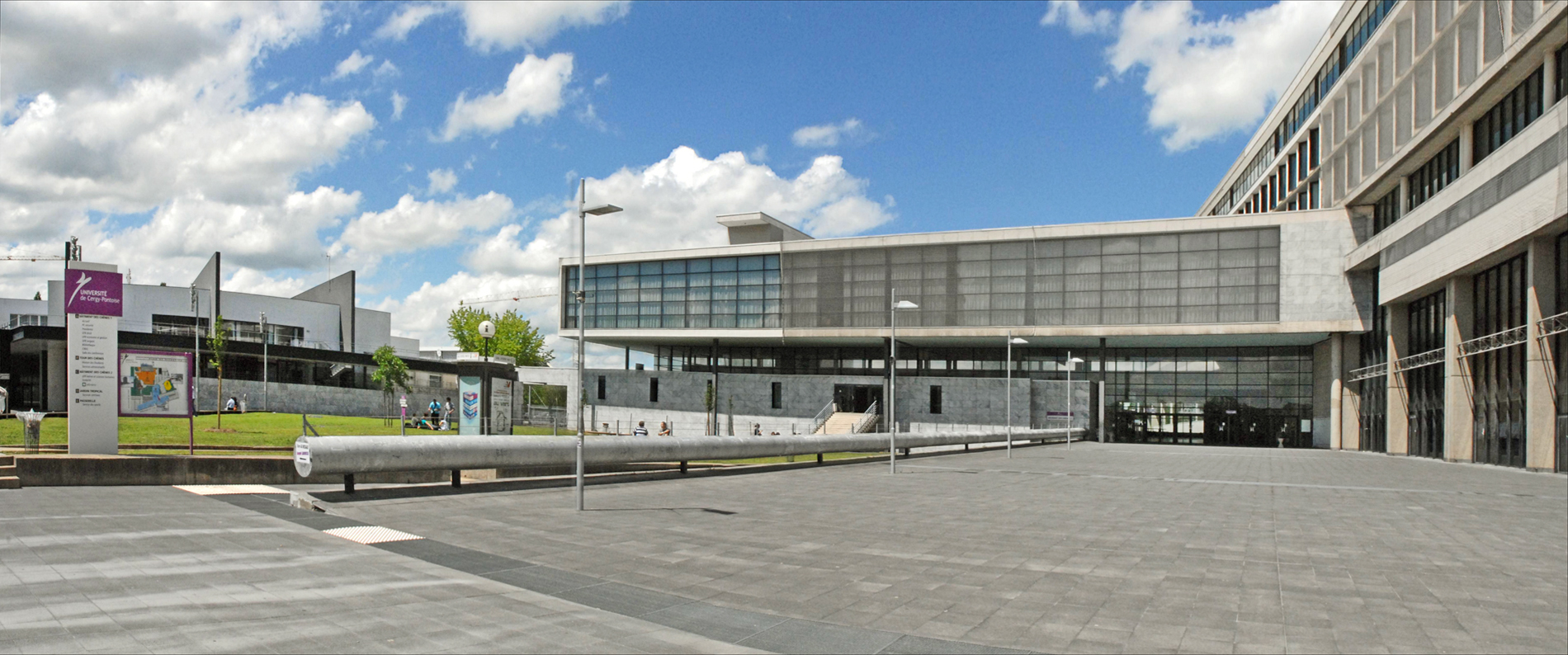
Universität am Standort Chênes

Die Universität Cergy-Pontoise (französisch: Université de Cergy-Pontoise) war eine staatliche Universität in der Stadtregion Cergy-Pontoise nordwestlich von Paris. Die Hochschule wurde 1991 gegründet, um die Pariser Universitäten angesichts des Studentenzuwachses zu entlasten. Am 1. Januar 2020 fusionierte die Universität mit der International School of Information Processing Sciences (EISTI) und der Universität Paris-Seine zur Universität CY Cergy Paris.

## Standorte
An ihren sieben Standorten in Cergy-Pontoise, Sarcelles und Argenteuil hatte die Hochschule insgesamt rund 12.000 Studenten.

## Studienangebot
Die Universität Cergy-Pontoise war in fünf Fakultäten (UFRs) für Recht, Wirtschaft und Unternehmensführung, Sprachen, Literatur und Geisteswissenschaften sowie für Naturwissenschaften und Technik gegliedert. Hinzu kommen zwei Institute, das Institut de préparation à l’administration générale (IPAG) und ein bereits 1989 gegründetes Institut universitaire de technologie (IUT), das 1991 in die Hochschule integriert wurde.
Die Universität steuerte auch das Institut d’études politiques de Saint-Germain-en-Laye (in Zusammenarbeit mit der Universität Versailles).
Seit dem Wintersemester 2005/2006 bot die Juristische Fakultät der Université de Cergy‑Pontoise in Kooperation mit der Juristischen Fakultät der Heinrich‑Heine‑Universität in Düsseldorf für jährlich jeweils 15 deutsche und französische Studierende einen integrierten deutsch‑französischen Grundstudienkurs der Rechtswissenschaften an, der durch die Deutsch‑Französische Hochschule in Saarbrücken gefördert wird. Die Absolventen des dreijährigen Grundstudienkurs schließen ihr Studium mit der deutschen juristischen Zwischenprüfung und der französischen licence mention droit (Französischer LL. B.) ab. Zudem wird seit dem Wintersemester 2008/2009 ein zweijähriger Aufbaustudienkurs im Wirtschafts-, Arbeits- und Sozialrecht angeboten, der mit dem französischen Master 2 „mention droit de l’entreprise (M 2)“ und der deutschen juristischen Schwerpunktbereichsprüfung abschließt. Die Absolventen des Aufbaustudienkurses sind somit scheinfrei für den Antritt zur Ersten Staatsexamensprüfung und zur Teilnahme an einer Zulassungsprüfung einer französischen Anwaltsschule (École de formation de barreau – EFB) berechtigt.